# Palpares pardaloides
Palpares pardaloides är en insektsart som beskrevs av Van der Weele 1907. Palpares pardaloides ingår i släktet Palpares och familjen myrlejonsländor. Inga underarter finns listade i Catalogue of Life.